# Cechy płciowe
Cechy płciowe – właściwości organizmu (genetyczne, anatomiczne i fizjologiczne) związane z jego zdolnością do rozrodu.  

## Podział
W praktyce zarówno klinicznej, jak i poznawczej przyjęło się wyróżniać:
- Pierwszorzędowe cechy płciowe – wyznaczane przez chromosomy płciowe, wchodzące w skład zygoty. Należy przypomnieć, że jeden z chromosomów płciowych pochodzi od ojca (X lub Y), natomiast drugi od matki (zawsze X), zatem można powiedzieć, że o płci dziecka decyduje chromosom płciowy przekazywany przez ojca. Obecność tych chromosomów warunkuje rozwój wewnętrznych oraz zewnętrznych narządów i dróg wyprowadzających.

- Drugorzędowe cechy płciowe – stanowią zespół różnic somatycznych oraz czynnościowych, które różnią kobietę i mężczyznę. Drugorzędowe cechy płciowe rozwijają się pod wpływem hormonów płciowych. Cechy te dotyczą różnic w proporcjach budowy, rozwoju umięśnienia, tworzeniu się warstwy tłuszczowej, budowie szkieletu, budowie krtani i barwie głosu, sposobie owłosienia, które różnią kobietę i mężczyznę. Drugorzędowe cechy płciowe są wspólnymi dla ogółu ludzi określonej płci.

- Trzeciorzędowe cechy płciowe – podobnie jak drugorzędowe wyrażają płeć somatyczną i czasem są z nimi łączone. Podobnie jak poprzednie, warunkowane są one aktywnością układu wydzielania wewnętrznego. Nie podlegają wpływom środowiska. Trzeciorzędowe cechy płciowe kształtują się w okresie dojrzewania[1].

## Cechy płciowe u ludzi
U ludzi generalnie da się wyróżnić następujące cechy płciowe:
- Żeńskie:
  - Pierwszorzędowe:
    - jajniki.

  - Drugorzędowe:
    - srom,
    - łechtaczka,
    - pochwa,
    - macica,
    - jajowody.

  - Trzeciorzędowe:
    - biust,
    - specyficzne owłosienie ciała,
    - specyficzne umięśnienie i rozłożenie tłuszczu na ciele,
    - specyficzne proporcje budowy ciała (szerokie biodra itp.).
    - wysoka barwa głosu

- Męskie:
  - Pierwszorzędowe:
    - jądra.

  - Drugorzędowe:
    - moszna,
    - nasieniowody,
    - prącie.

  - Trzeciorzędowe:
    - specyficzne owłosienie ciała,
    - specyficzne (męskie) umięśnienie i rozłożenie tłuszczu na ciele,
    - specyficzne proporcje budowy ciała (węższe biodra, szersze ramiona itd.),
    - niska barwa głosu,
    - jabłko Adama

Spotyka się też typologię dwustopniową, w której wymienione wyżej cechy pierwszo- i drugorzędowe zalicza się do pierwszorzędowych, a trzeciorzędowe do drugorzędowych. Te ostatnie bywają też nazywane ornamentem płciowym.